# Akvarelni papir
Akvarelni papir izrađuje se kao bezdrvni crtaći papir (gramatura od 80 do 350 g/m2), kao srednjefini crtaći papir za školske crtanke ili od otpadnog tekstilnog materijala kao strojnoglatki papir.

## Crtaći papir
Crtaći papir je bezdrvan, bijeljen, dobro keljen, gladak, visoka opaciteta (slabe prozirnosti). Crtaći papir i karton izrađeni su od drvne celuloze i otpadnog tekstilnog materijala. Samo školski crtaći papiri imaju primjese drvenjače. Dobro su keljeni, vrlo otporni na brisanje, neznatne su glatkoće, a neki tehnički papiri i papiri za umjetničke slike mogu imati vrlo zrnatu površinu. Razlikuje se papir za crtanje ugljenom, kredom, akvarelom, temperom i uljem, crtaći papir za školsku upotrebu i za crtanje perom. U tehničke svrhe upotrebljava se crtaći papir za radioničke nacrte, prozirni ili transparentni crtaći papir, naravni paus papir, uljni paus pair i paus platno.